# 左安镇
左安镇，是中华人民共和国江西省吉安市遂川县下辖的一个乡镇级行政单位。

## 行政区划
左安镇下辖以下地区：
左安圩镇社区、连河村、横岗村、东光村、冲溪村、安溪村、丰城村、安全村、望月村、龙颈村、石窝村、白云村、梯岭村、鹤坑村、桃源村、圆溪村、下圆村、红裕村、扬芬村、樟木村、曲溪村、洋溪村、黄金村、瓜塘村和莲塘村。